# Solanum pinnatum
Solanum pinnatum är en potatisväxtart som beskrevs av Antonio José Cavanilles. Solanum pinnatum ingår i släktet skattor som ingår i familjen potatisväxter. Inga underarter finns listade i Catalogue of Life.